# 全国复兴总署
全国复兴总署（National Recovery Administration，縮寫NRA）是美国总统富兰克林·德拉诺·罗斯福根據全国工业复兴法於1933年设立的一个机构。全国复兴总署的目标是匯聚工业界、劳工和政府等各界的智慧，制定公平竞争守则和公平市場价格，从而消除恶性竞争，以及帮助工人制定最低工资和每周最高工时和产品最低价格。
全国复兴总署的設立受到了工人們的欢迎。加入全国复兴总署的企业會将全国复兴总署的藍色老鷹标志貼在商店的橱窗和包装上。虽然當時企業可以自愿選擇是否加入全国复兴总署，但沒有藍色老鷹標誌的企业往往会遭到抵制。
1935年，美国最高法院宣布全国工业复兴法违宪。全国复兴总署因此停止运作，但它製訂的许多劳动条款又出现在同年晚些时候通过的《全国劳工关系法》中。